# 大衛·杜克
大衛·歐內斯特·杜克（英語：David Ernest Duke，1950年7月1日—）是美國白人優越主義者、白人民族主義政治人物、反猶太陰謀論者、否認犹太人大屠杀者、被定罪的詐騙犯和三K党前任大巫師。
杜克是前共和黨路易斯安那州州代表、1988年民主黨總統初選與1992年共和黨總統初選的候選人。
2002年，杜克對欺詐重罪表示認罪。尤其是他欺騙了他的政治支持者，假裝陷入財政困境，並要求他們提供金錢來幫助他支付基本必需品。當時，杜克在經濟上是沒有問題的，而他利用支持者的錢來消遣賭博。他隨後在德克薩斯州的大斯普林聯邦教化所服刑15個月。

## 隸屬關係

### 伊朗
杜克曾經參加伊朗政府贊助的活動。並在2006年由當時伊朗總統马哈茂德·艾哈迈迪内贾德邀請參加其大屠殺研討會。

### 英國國家黨
2000年，英國國家黨黨魁尼克·格里芬在英國國家黨美國研討會上與杜克會面。

### 另类右派
杜克曾讚美另类右派，將此描述為“好玩和有趣”另一個作為“這個偉大的表演”。

## 註解
1. ↑  . The San Diego Union-Tribune. 2016-07-22  [2017-08-12]. （原始内容存档于2017-08-13）.
2. ↑  Paul West. . Baltimore Sun. 1991-12-05  [2016-07-25]. （原始内容存档于2016-09-09）.
3. ↑  . Breitbart News. 2016-02-28  [2017-08-19]. （原始内容存档于2016-12-28）.
4. ↑  Duke, David. . Free Speech Press.   [2007-09-17]. （原始内容存档于2007-08-27）.
5. ↑  . Anti-Defamation League.   [2006-11-13]. （原始内容存档于2006-11-14）.
6. ↑  . Fox News Channel. 2003-03-12  [2019-05-15]. （原始内容存档于2018-12-07） （英语）.
7. ↑   （页面存档备份，存于） KKK's David Duke Tells Iran Holocaust Conference That Gas Chambers Not Used to Kill Jews, Published December 13, 2006, Fox News
8. ↑  . American Friends of the BNP. April 2000  [2017-08-19]. （原始内容存档于2001-03-12）.
9. ↑  . June 9, 2016  [2017-08-19]. （原始内容存档于2017-11-08）.
10. ↑  . October 3, 2016  [2017-08-19]. （原始内容存档于2017-09-23）.

## 外部連結
- 官方网站 （英文）
- 大衛·杜克在互联网电影资料库（IMDb）上的資料（英文）